# Otto Altenbach

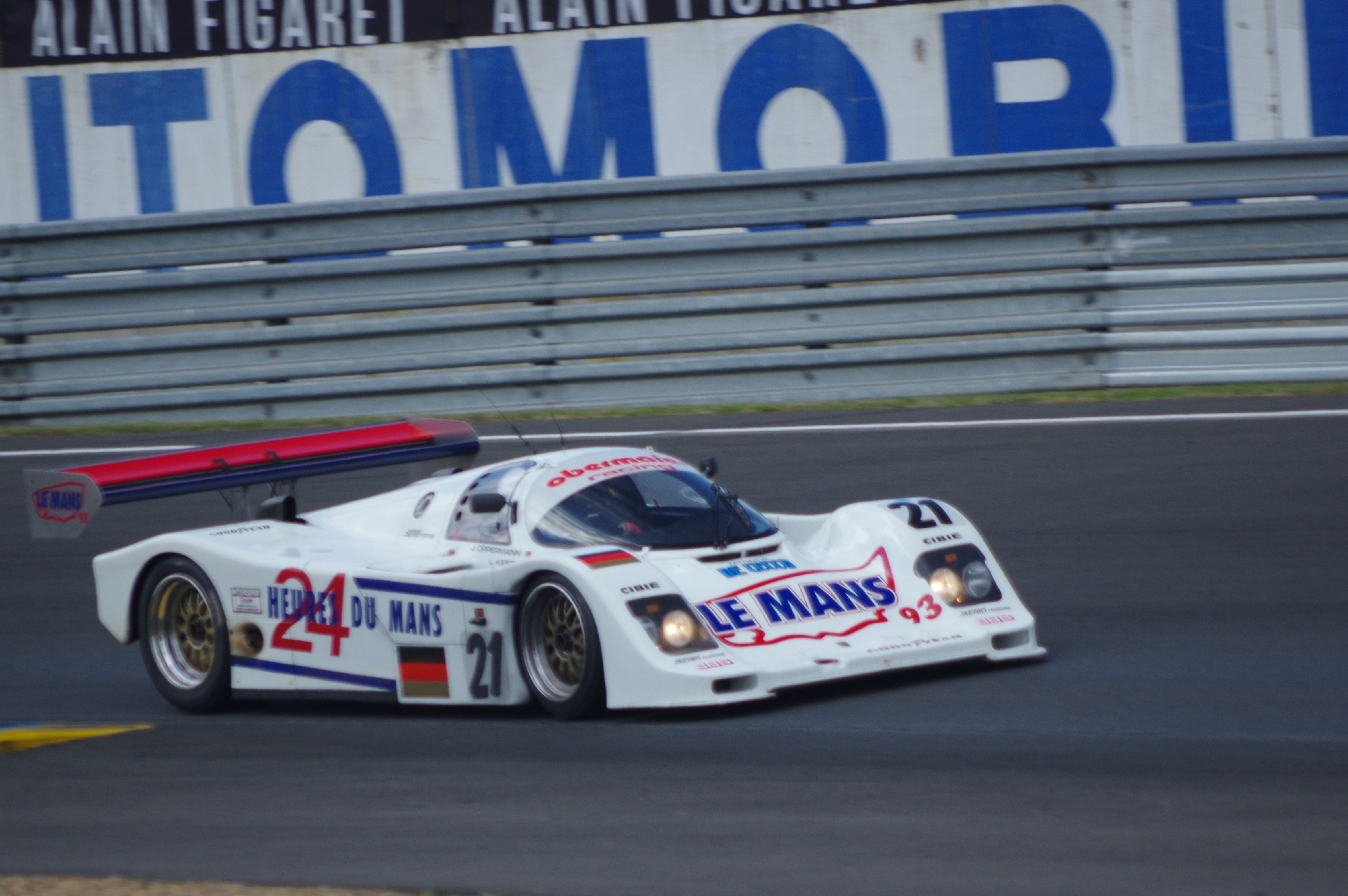
Der von Otto Altenbach beim 24-Stunden-Rennen von Le Mans 1993 gefahrene Porsche 962

Otto Altenbach (* 31. Mai 1948 in Leverkusen) ist ein ehemaliger deutscher Autorennfahrer.

## Karriere
Altenbach war zwischen 1984 und 2001 als Sportwagenpilot aktiv. Er bestritt Rennen zur Sportwagen-Weltmeisterschaft und in der Interserie. Mit seinem Stamm-Copiloten Jürgen Oppermann feierte er zwölf Gesamtsiege bei der VLN Langstreckenmeisterschaft Nürburgring auf der Nordschleife des Nürburgrings. Viermal war er beim 24-Stunden-Rennen von Le Mans am Start, wo der siebte Gesamtrang 1993 seine beste Platzierung im Gesamtklassement war.

## Statistik

### Le-Mans-Ergebnisse
| Jahr | Team                  | Fahrzeug     | Teamkollege  | Teamkollege      | Platzierung | Ausfallgrund       |
| ---- | --------------------- | ------------ | ------------ | ---------------- | ----------- | ------------------ |
| 1990 | Obermaier Racing      | Porsche 962C | Pierre Yver  | Jürgen Lässig    | Rang 9      |                    |
| 1991 | Team Salamin Primagaz | Porsche 962C | Pierre Yver  | Jürgen Lässig    | Ausfall     | Aufhängungsschaden |
| 1992 | Obermaier Racing GmbH | Porsche 926C | Pierre Yver  | Jürgen Lässig    | Rang 10     |                    |
| 1993 | Obermaier Racing GmbH | Porsche 962C | Loris Kessel | Jürgen Oppermann | Rang 7      |                    |

### Einzelergebnisse in der Sportwagen-Weltmeisterschaft
| Saison | Team             | Rennwagen   | 1   | 2   | 3   | 4   | 5   | 6   | 7   | 8   | 9   |
| ------ | ---------------- | ----------- | --- | --- | --- | --- | --- | --- | --- | --- | --- |
| 1990   | Obermaier Racing | Porsche 962 | SUZ | MON | SIL | SPA | DIJ | NÜR | DON | MOT | MEX |
| 1990   | Obermaier Racing | Porsche 962 | DNF | DNF | 18  | 11  | 17  | 16  | 13  | 14  | 9   |
| 1991   | Team Salamin     | Porsche 962 | SUZ | MON | SIL | LEM | NÜR | MAG | MEX | AUT |     |
| 1991   | Team Salamin     | Porsche 962 |     |     |     | DNF | 4   | 10  |     |     |     |
| 1992   | Obermaier Racing | Porsche 962 | MON | SIL | LEM | DON | SUZ | MAG |     |     |     |
| 1992   | Obermaier Racing | Porsche 962 | 10  |     |     |     |     |     |     |     |     |